# Ravenea hypoleuca
Ravenea hypoleuca är en enhjärtbladig växtart som beskrevs av Rakotoarin. och John Dransfield. Ravenea hypoleuca ingår i släktet Ravenea och familjen Arecaceae. Inga underarter finns listade i Catalogue of Life.